# Губинка (приток Куреи)
Губинка — река в России, протекает по территории Струго-Красненского района Псковской области. Истоки располагаются в урочище Губин Клин у деревни Ольгино Марьинской волости. Устье реки находится в 37 км по левому берегу реки Куреи. Длина реки — 11 км.
- В 3 км от устья, по правому берегу реки впадает река Щировка.

## Данные водного реестра
По данным государственного водного реестра России относится к Балтийскому бассейновому округу, водохозяйственный участок реки — Нарва. Относится к речному бассейну реки Нарва (российская часть бассейна).